# Ivan Čeparinov
Ivan Čeparinov (* 26. listopadu 1986, Asenovgrad, Bulharsko) je bulharský šachový velmistr. Mimo jiné dokázal třikrát vyhrát bulharské mistrovství (2004, 2005, 2012)
Až do roku 2007 byl nejvíce znám jako sekundant Veselina Topalova, pro kterého připravoval převážně šachová zahájení.
Mezi jeho největší samostatné úspěchy patří triumf na turnaji v Hoogeveenu (2006) a vítězství v turnaji Sigeman & Co (2007). K těmto úspěchům v roce 2010 přidal i vítězství na Ruy Lopez Masters. Na dělených prvních místech se také objevil na evropském mistrovství jednotlivců (2007) a na turnaji Politiken Cup (2012).
V roce 2008 na prestižním turnaji ve Wijk aan Zee odmítl před začátkem kola podat ruku svému soupeři Nigelu Shortovi, za což vzápětí kontumačně prohrál. Proti tomuto rozhodnutí se však odvolal a zápas se následně regulérně odehrál, tentokrát již s podáním ruky. Nigel Short však i přesto dokázal zvítězit.